# Akr

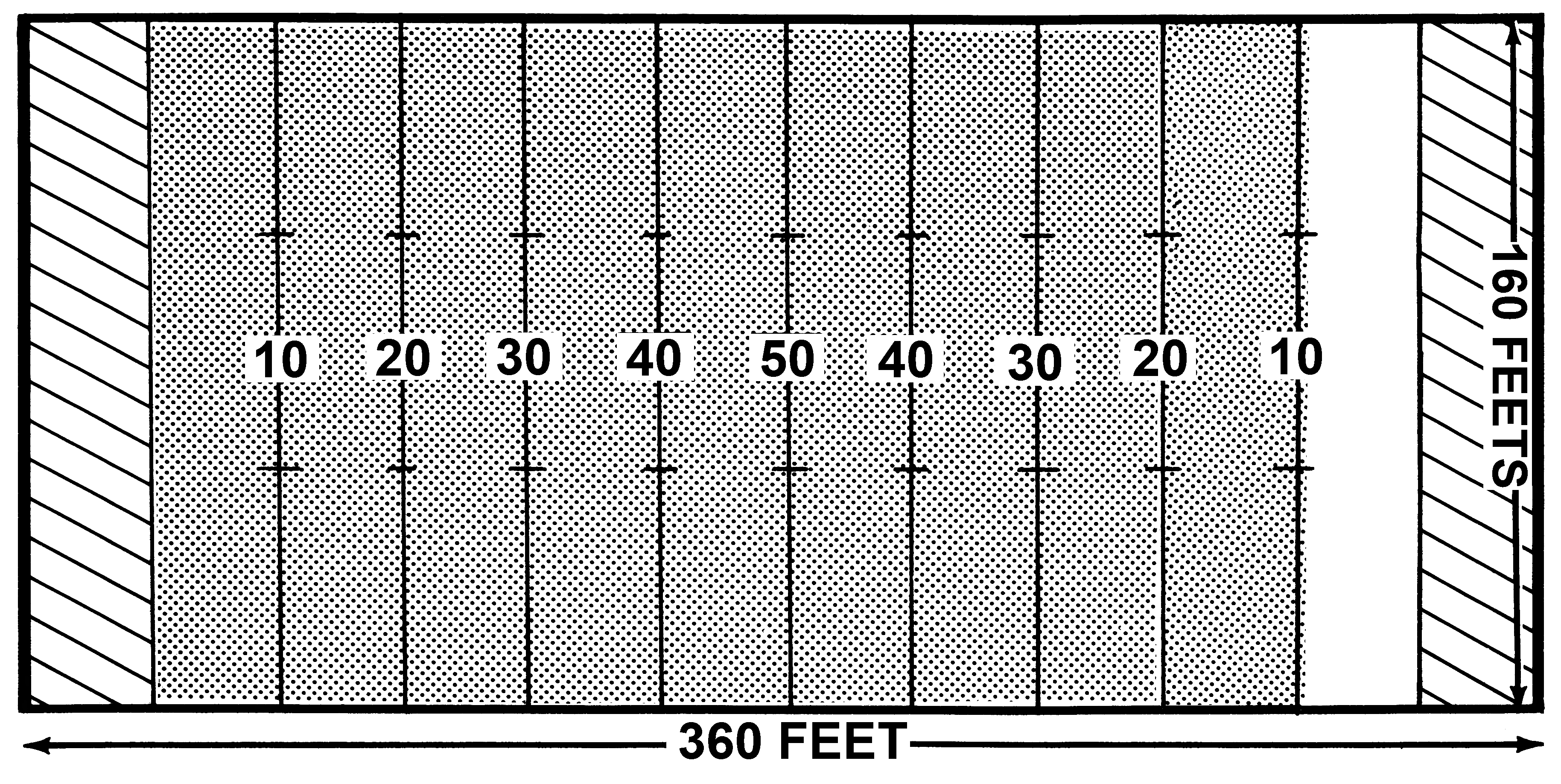
Diagram znázorňující velikost jednoho akru.

Akr (ang. acre [eikr]) je anglo-americká plošná jednotka o velikosti přibližně 0,4 ha. Patřila do soustavy tzv. imperiálních jednotek.
Původně byla definována jako plocha pole, které zoral rolník s párem volů za jeden den, tedy obdobně jako české jitro.
v jednotkách SI
- 1 akr = 4 046,8564224 m²,
- 1 akr = 40,4686 aru
- 1 akr ≈ 0,404686 hektaru,

což odpovídá obsahu čtverce o straně přibližně 63,6 m.
v anglosaských jednotkách
- 1 akr = 4 840 yardů čtverečních
- 1 akr = 43 560 stop čtverečních